# آکری (کومونه)
آکری  (به ایتالیایی: Acri) یک کومونه در ایتالیا است که در استان کزنتزا واقع شده‌است.

## خصوصیات
آکری ۱۹۸ کیلومترمربع مساحت و ۲۱٬۱۸۰ نفر جمعیت دارد و ۷۲۰ متر بالاتر از سطح دریا واقع شده‌است.

## نگارخانه

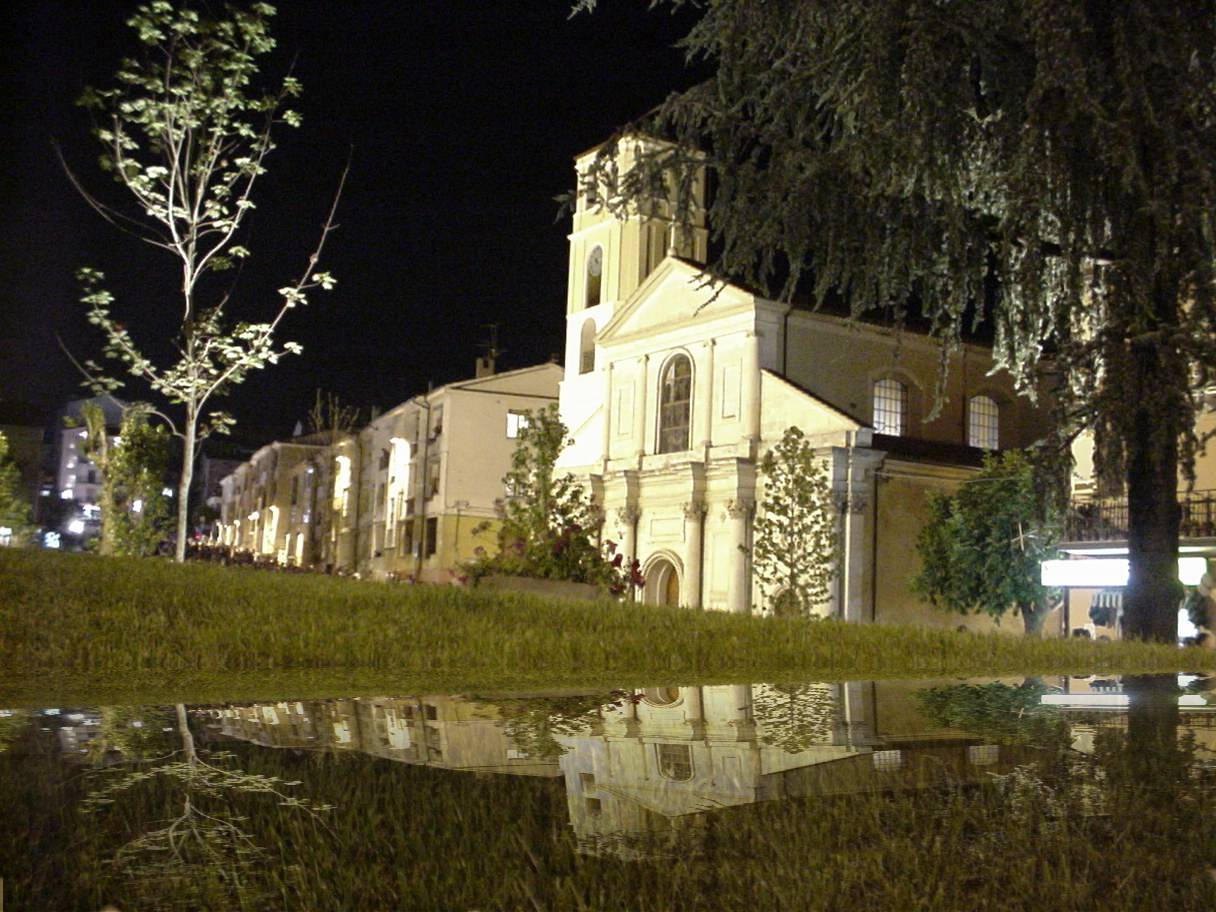
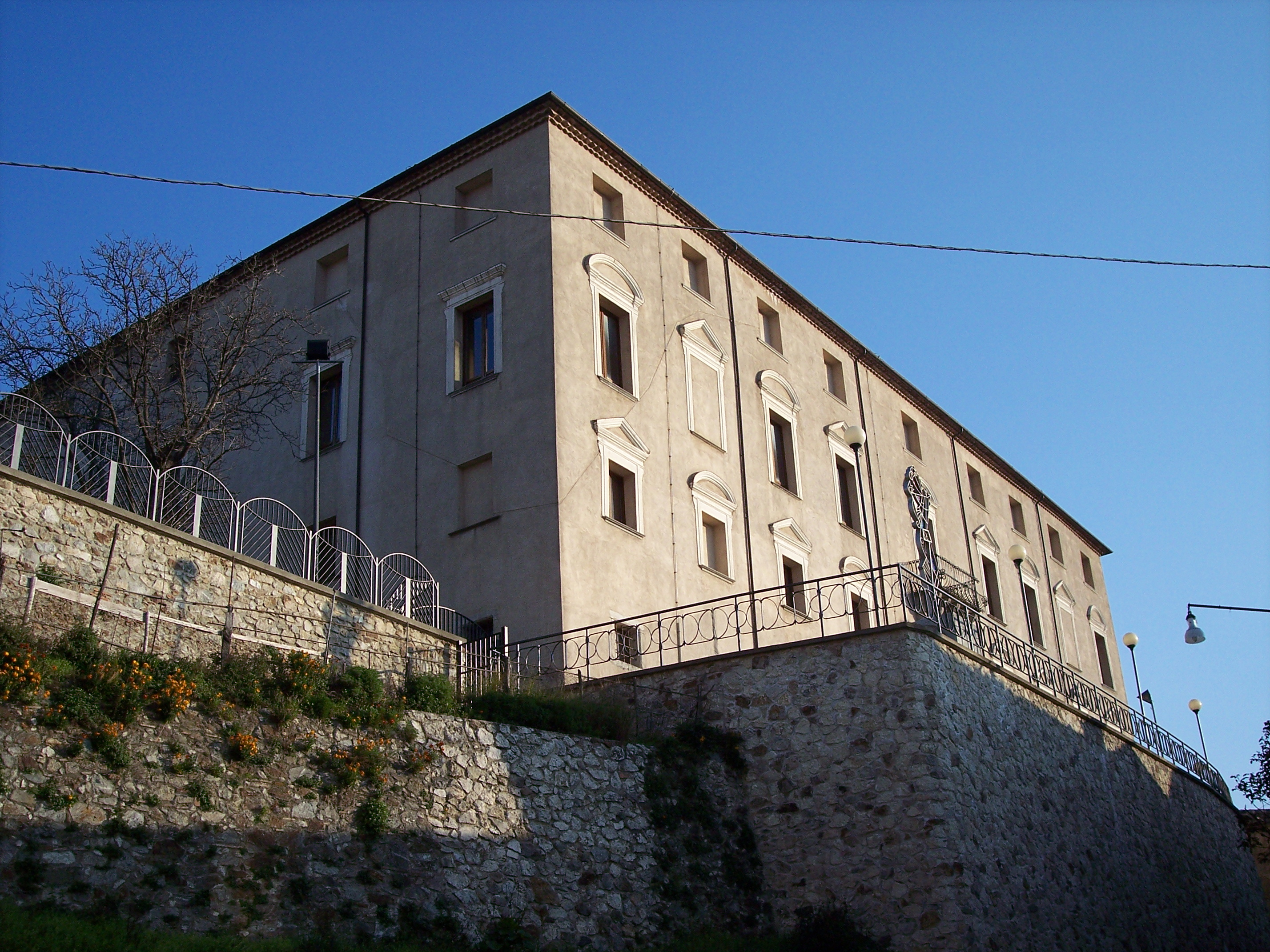
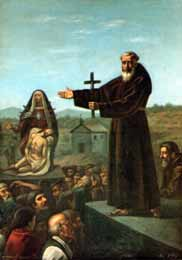
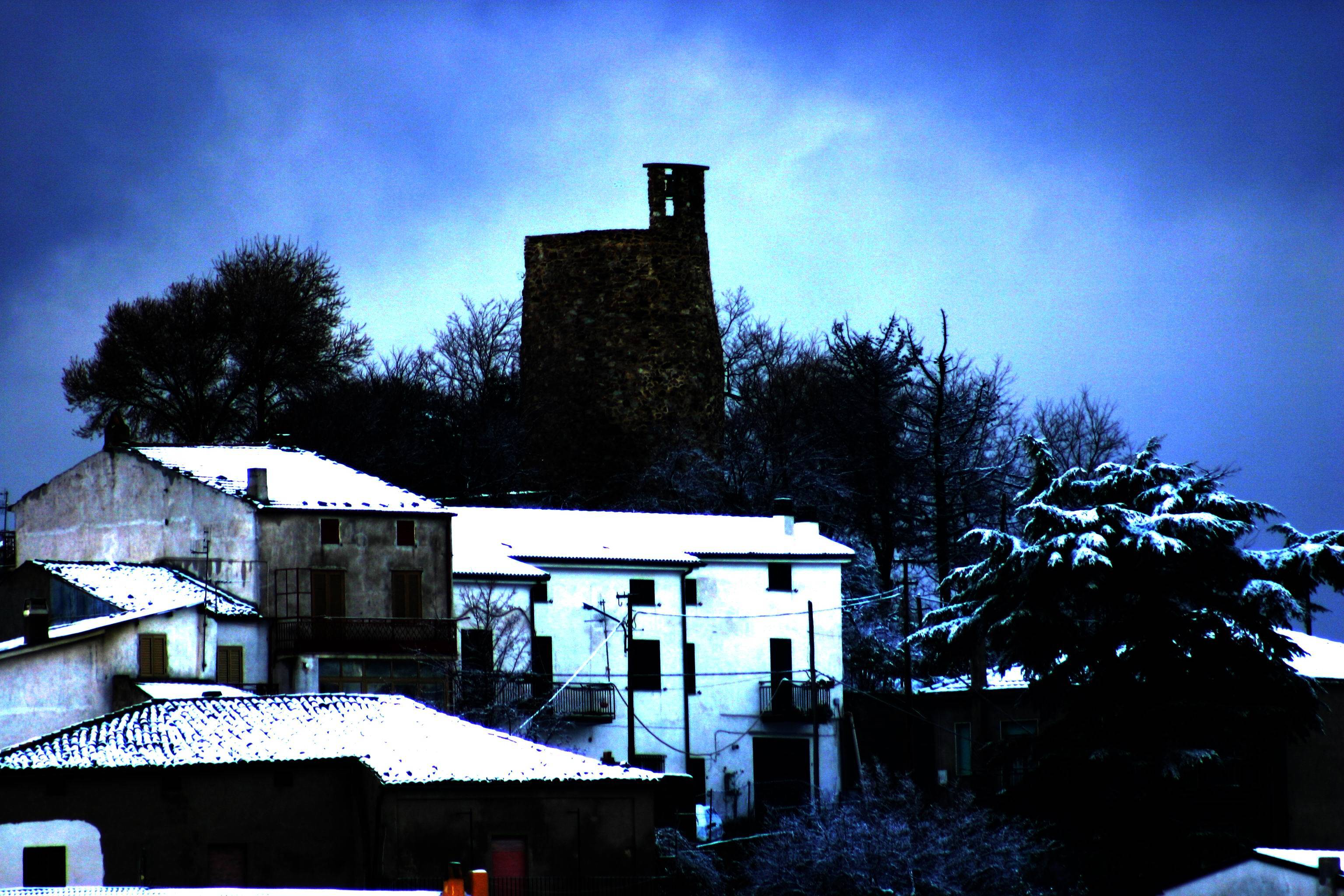

## خواهرخوانده
شهر چترارو خواهرخواندهٔ آکری هست.